# Alison Elizabeth Bennett
Alison Elizabeth Bennett est une personnalité politique britannique, membre du Parti libéral-démocrate. Elle est élue députée du Mid Sussex depuis 2024.
Elle commence sa carrière chez British Airways en marketing et stratégie, puis travaille chez E.ON sur des projets d’aide aux personnes en précarité énergétique. 
L'élection de Donald Trump en 2016 renforce son engagement politique local. En 2019, elle devient le premier conseiller municipal non conservateur pour Hurstpierpoint.
Le 4 juillet 2024, Alison Bennett devient le premier député libéral-démocrate de Mid Sussex avec 39,6 % des voix.

## Biographie

### Éducation
Alison Bennett obtient son diplôme en sciences sociales et politiques de l’université de Cambridge en 1999.

### Carrière professionnelle
Elle commence chez British Airways, où elle se spécialise dans le marketing, la stratégie et la planification des affaires. Par la suite, elle travaille chez E.ON sur des projets visant à aider les personnes en situation de précarité énergétique, ce qui lui permet d'acquérir une meilleure compréhension des enjeux sociaux.

### Carrière politique
L'élection de Donald Trump en 2016 marque un tournant dans son engagement politique, l'incitant à s'impliquer davantage au niveau local. En 2019, elle devient le premier conseiller municipal non conservateur pour Hurstpierpoint. Sous sa direction, les Libéraux-démocrates de Mid Sussex passent de zéro conseiller en 2015 à être le plus grand groupe du Conseil de district en 2023.
Alison Bennett est élue députée de Mid Sussex le jeudi 4 juillet 2024. Elle est le premier député des Libéraux-démocrates pour cette circonscription depuis sa création en 1974[réf. nécessaire]. Elle remporte le siège avec 21 136 voix (39,6 %), obtenant une majorité de 6 662 voix sur le candidat conservateur arrivé en deuxième position.
Elle s'engage à sauver le NHS en réformant les soins sociaux pour qu'ils soient gratuits et basés sur les besoins. Elle souhaite également améliorer l'éducation et la santé mentale des jeunes, tout en luttant contre les inégalités dès la naissance.